# هنری گال (اخترفیزیکدان)
 هنری گال (انگلیسی: Henry Gale؛ زاده ۱۲ سپتامبر ۱۸۷۴ درگذشته ۱۶ نوامبر ۱۹۴۲) یک فیزیک‌دان، و ستاره‌شناس بود.